# Горно Оризари (община Шуто Оризари)
Вижте пояснителната страница за други значения на Горно Оризари.
Горно Оризари (известно и како Бел камен и Кучевишка бара, според имената на околните махали, които съставят цялото село, на македонска литературна норма: Горно Оризари) е село в община Шуто Оризари Северна Македония.

## География
Селото е разположено в Скопското поле на север от столицата Скопие и на практика е квартал на града.

## История
Според секретен доклад на българското консулство в Скопие в началото на XX век цялото християнско население на селото е сърбоманско под върховенството на Цариградската патриаршия.
Според преброяването от 2002 година Горно Оризари има 454 жители.
В 2015 година е осветена църквата „Света Петка“, изградена върху средновековен храм.
| Националност     | Всичко |
| северномакедонци | 444    |
| албанци          | 0      |
| турци            | 0      |
| роми             | 0      |
| власи            | 0      |
| сърби            | 9      |
| бошняци          | 0      |
| други            | 1      |